# (3726) Johnadams
(3726) Johnadams (1981 LJ) – planetoida z pasa głównego asteroid okrążająca Słońce w ciągu 4,86 lat w średniej odległości 2,87 j.a. Odkrył ją Edward Bowell 4 czerwca 1981 roku.